# Belenos Clean Power
 (août 2025).
Si vous disposez d'ouvrages ou d'articles de référence ou si vous connaissez des sites web de qualité traitant du thème abordé ici, merci de compléter l'article en donnant les références utiles à sa vérifiabilité et en les liant à la section « Notes et références ».
Pour les articles homonymes, voir Belenos (homonymie).
Belenos Clean Power est une entreprise suisse active dans les énergies renouvelables.

## Description
Créée pour fabriquer des composants dans le domaine des cellules solaires et de l'hydrogène permettant la décentralisation de la production d'énergie, l'entreprise dispose d'un capital de 21 millions de francs suisses. Ses actionnaires sont, entre autres, Swatch Group, Nicolas Hayek détenant 51 % du capital, la Deutsche Bank (Josef Ackermann), le Groupe E, Philippe Virdis (Electrolyseur), l'institut Paul Scherrer (Piles à combustible), Johann Schneider-Ammann et George Clooney.
Outre la création de panneaux solaires permettant d'acquérir l'énergie nécessaire à la production de l'hydrogène utilisée pour une voiture à pile à combustible, l'entreprise participe également à la construction d'une usine de panneaux solaires à haute performance ainsi qu'à la miniaturisation des électrolyseurs domestique.

## Historique
En 2005, le centre de recherches du Groupe Michelin à Givisiez crée la Hy-Light, une voiture fonctionnant à l'hydrogène grâce à une pile à combustible développée par l'institut Paul Scherrer. Dans le même temps, le centre Michelin demande au Groupe E de leur construire un électrolyseur pour fournir l'hydrogène.
Après cette expérience, Philippe Virdis du Groupe E fait appel à plusieurs industriels[Lesquels ?] pour collaborer à la réalisation d'un électrolyseur domestique. Nicolas Hayek répond favorablement à cet appel et, en 2007, la société Belenos Clean Power est fondée.
Mai 2008, coentreprise[Quoi ?] avec l'Institut Paul Scherrer pour le développement d'une pile à combustible capable de propulser une voiture pour 4 personnes.
En février 2015, Nick Hayek annonce que l'entreprise réoriente sa stratégie, elle va désormais se focaliser sur les batteries de nouvelle génération. En collaboration avec l'École polytechnique fédérale de Zurich, ils ont développé une batterie dont la capacité en stockage d'énergie électrique est de 50% à 100% plus élevée que celle existant aujourd'hui sur le marché mondial. Ils espèrent arriver sur le marché d'ici trois ou quatre ans.